# Джим Дойл
Дже́ймс Е́двард «Джим» Дойл (англ. James Edward «Jim» Doyle; нар. 23 листопада 1945, Вашингтон) — американський політик-демократ. З січня 2003 по січень 2011 року він був губернатором штату Вісконсин.
Джим Дойл є сином Рут Бачубер і Джеймса Е. Дойла-старшого, які були впливовими діячами Демократичної партії у штаті Вісконсин. Джеймс Дойл-старший безуспішно балотувався на посаду губернатора у 1954 році і був призначений на посаду федерального судді у 1965 році. Рут Бачубер Дойл у 1948 році стала першою жінкою, обраною до Законодавчих зборів штату Вісконсин від округу Дейн.
У 1963 році Дойл закінчив середню школу Madison West і вступив до Стенфордського університету. Провчившись три роки, він повернувся до Медісона, де довчився останній рік в Університеті Вісконсину і отримав ступінь бакалавра. Після закінчення університету, натхненний закликом Джона Кеннеді до державної служби, Дойл разом з дружиною Джессікою відправився до Тунісу, де з 1967 по 1969 рік працював вчителем у складі Корпусу миру.
У 1972 році Дойл отримав ступінь доктора права у Гарвардській школі права, після чого переїхав до індіанської резервації Навахо-кро у Чінлі, штат Аризона, де працював адвокатом у федеральній юридичній службі.
У 1975 році Дойл повернувся до Медісону, і відслужив три терміни як прокурор округу Дейн, з 1977 по 1982 рік. Пішовши з цієї посади, він вісім років займався приватною практикою. У 1990 році Дойл був обраний генеральним прокурором Вісконсину і переобирався на цю посаду у 1994 і 1998 роках. У 1997–1998 роках він обіймав посаду президента Національної асоціації генеральних прокурорів.
5 листопада 2002 Дойл був обраний губернатором штату Вісконсин, перемігши республіканця Скотта Маккаллума (45,09 % і 41,39 % голосів відповідно). 7 листопада 2006 Дойл був переобраний на другий термін. На виборах він переміг республіканця Марка Ендрю Гріна, набравши 52,8 % голосів проти 45,3 % у суперника. 17 серпня 2009 Дойл оголосив, що він не буде балотуватися на третій термін.
У 2007 році Дойл був головою Асоціації губернаторів Середнього Заходу.
Після відходу з посади губернатора Дойл працює адвокатом у міжнародній юридичній фірмі Foley & Lardner.
Дойл одружився з Джесікою Лейрд Дойл, племінницею колишнього конгресмена Мелвіна Лейрда, і правнучкою Вільяма Коннора, який був віце-губернатором штату Вісконсин у 1907–1909 роках. У них двоє прийомних синів, Гас і Гейб, онук Asiah і онука Лілі.